# Stèle de Kaba
La stèle de Kaba ou musée Kaba de la résistance ou encore musée Kaba est un monument érigé en mémoire de Kaba, à la sortie de la ville de Natitingou au nord-ouest du Bénin. Il est situé sur l'axe principal de la route inter-États Djougou-Natitingou-Porga, à l'entrée de la ville de Natitingou.

## Historique
L'idée de rendre hommage à la mémoire de Kaba, à travers l'érection d'un monument sous la forme d'une stèle, remonte à 1987, lors du colloque consacré à son œuvre, à l'occasion de la célébration du 70e anniversaire de sa disparition.
Le ministre de la culture, de l'artisanat et du tourisme, Antoine Dayori, a procédé à la pose de la première pierre de la construction de la stèle le 28 octobre 2005.

## Architecture
Le monument comprend un grand rond-point d'environ 100 m2 de diamètre, des salles d'exposition, des bureaux, un espace vert et la stèle elle-même.
Elle est inspirée des tata somba, et surmontée par une statue de Kaba.

## Statut
La stèle de Kaba est une extension du musée régional de Natitingou.

## Quelques Images

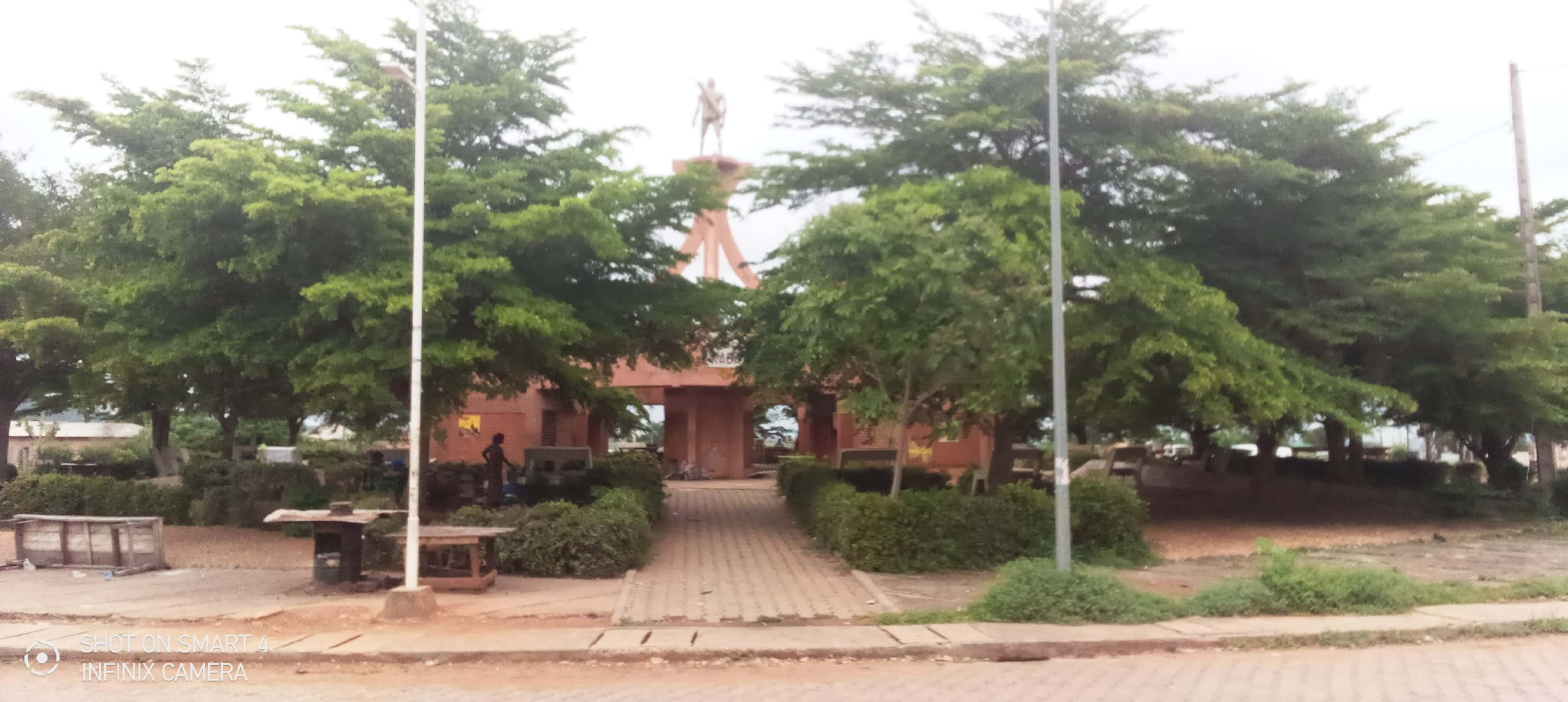
Vue de loin du Musée
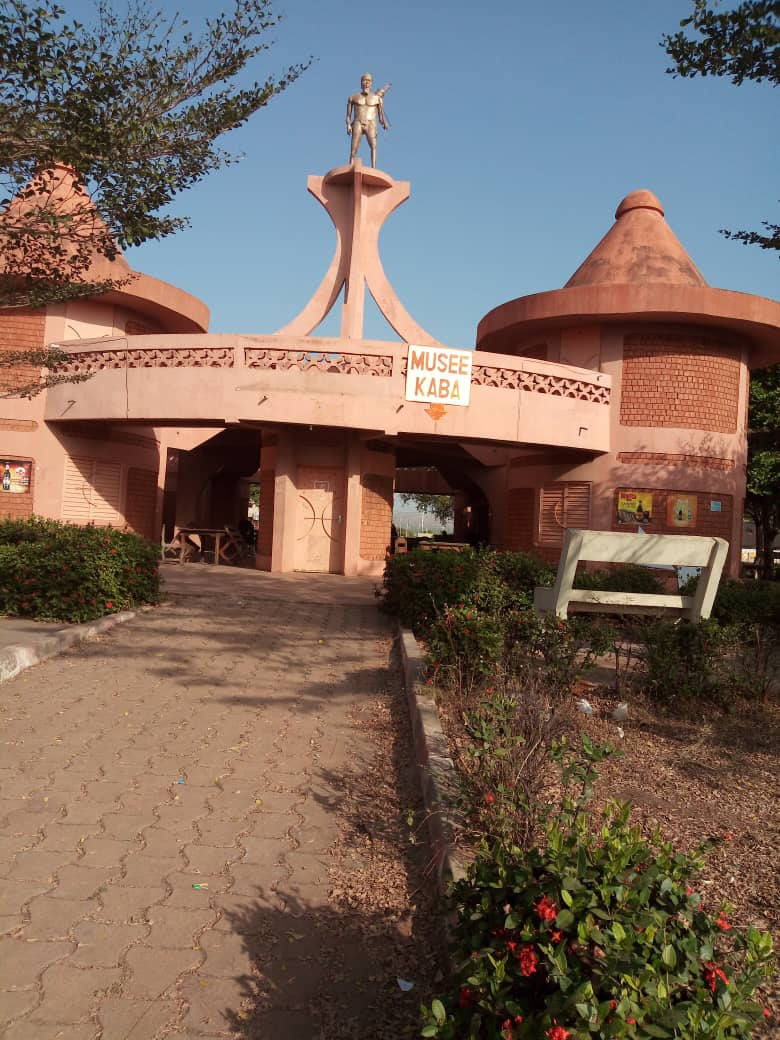
Statue de Kaba au carrefour Kaba de Natitingou
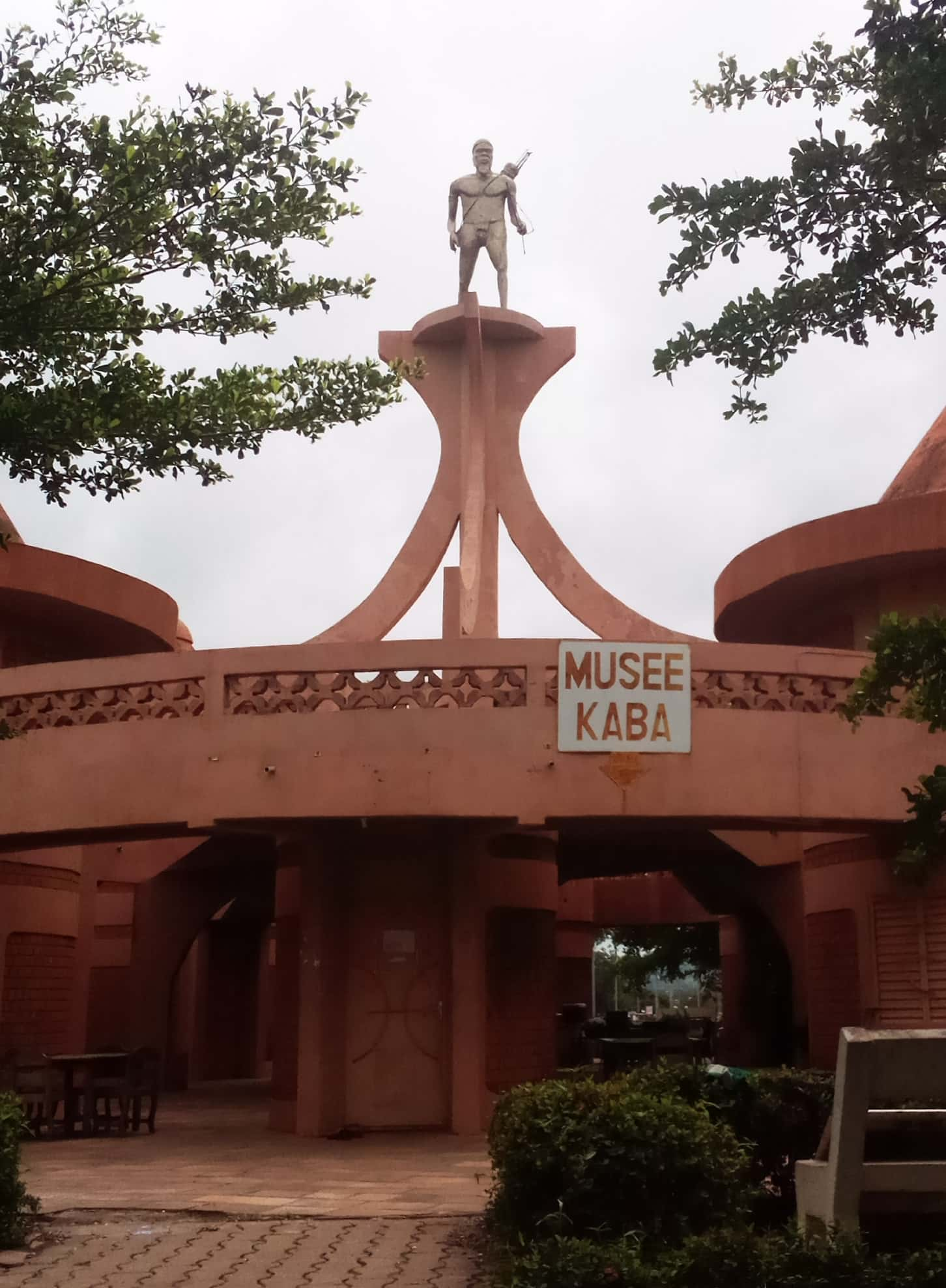
Vue de l'entrée
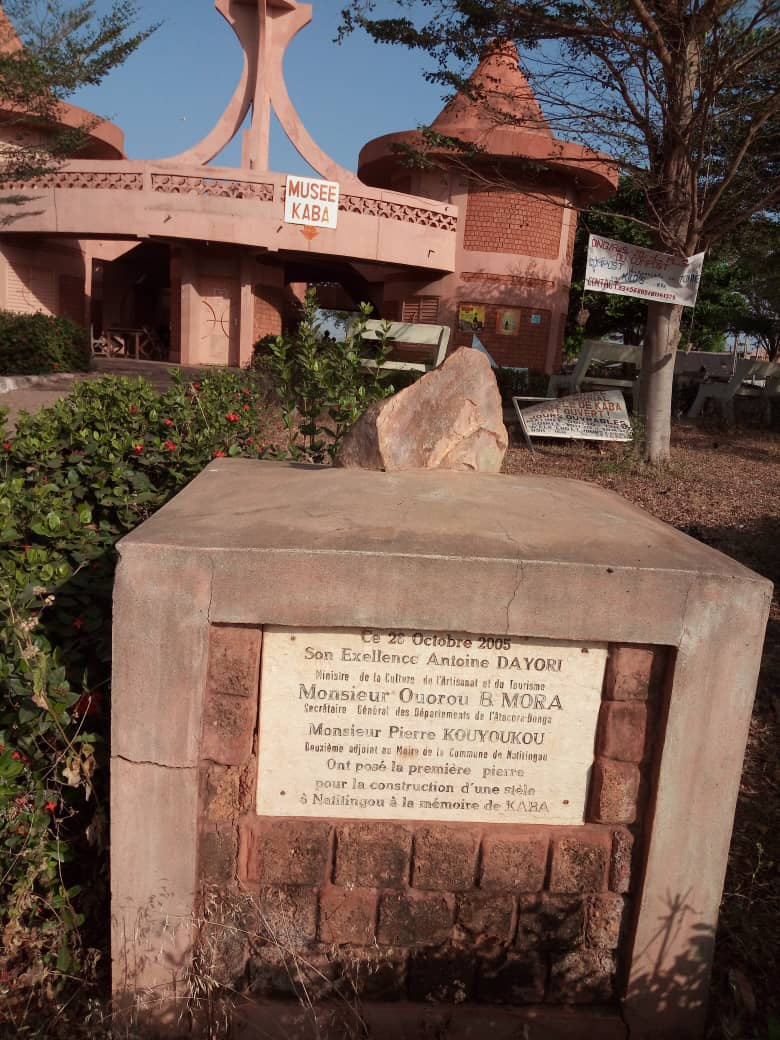
Première pierre de construction de la stèle